# Hundeknochen-Modell

Schematische Darstellung des Hundeknochen-Modells mit stark vergrößerten plastischen Zonen

Das Hundeknochen-Modell (engl. dog-bone model) ist ein Modell aus der Bruchmechanik, mit dessen Hilfe die plastische Zone an der Spitze eines Risses betrachtet werden kann. Es trägt seinen Namen aufgrund der Form der plastischen Zone, die für Stahlwerkstoffe an einen Hundeknochen erinnert.

## Hintergrund
Die linear-elastische Bruchmechanik trifft die Annahme, dass bei der Ausbreitung eines Risses keine plastische, sondern nur elastische Verformung auftritt. Die Spannung im Bereich der Rissspitze wird dabei durch die Irwin-Williams-Gleichungen beschrieben, die bei Null, also unmittelbar an der Rissspitze, eine Polstelle aufweisen: Die Spannung wird unendlich groß. Physikalisch ist diese Annahme nicht sinnvoll, da ab Überschreiten der Streckgrenze plastische Verformung eintritt, die die Spannung reduziert. An diesem Punkt setzt das Hundeknochen-Modell an und liefert eine Möglichkeit, Form und Durchmesser der plastischen Zone zu beschreiben.

## Berechnung der Größe der plastischen Zone
Die Spannungsverteilung in der plastische Zone unterscheidet sich je nach Ort der Betrachtung. An der belastungsfreien Oberfläche des Bauteils liegt ein ebener Spannungszustand (ESZ) vor. Im Bauteilinneren liegt dagegen an der Rissfront ein ebener Dehnungszustand (EDZ) vor, da die Dehnungen in Längsrichtung der Rissfront durch das umliegende Material behindert werden. Die Form der plastischen Zone unterscheidet sich zwischen EDZ und ESZ.

Kontur der plastischen Zone am Riss für ideal-plastisches Material und.

Zur Bestimmung der Kontur der plastischen Zone für den Rissöffnungsmodus I kann als einfachster Fall ein ideal-plastisches Materialverhalten mit der Anfangsfließspannung {\displaystyle \sigma _{\mathrm {F} }} angenommen werden. Unter Verwendung der Polarkoordinaten {\displaystyle r_{\mathrm {p} }} und {\displaystyle \theta } lässt sich die Grenzfläche der plastischen Zone folgendermaßen bestimmen:
{\displaystyle r_{\mathrm {p} }={\frac {1}{2\pi }}\left({\frac {K_{\mathrm {I} }}{\sigma _{\mathrm {F} }}}\right)^{2}\cos ^{2}{\frac {\theta }{2}}\left\{{\begin{array}{ll}\displaystyle 3\sin ^{2}{\frac {\theta }{2}}+1&{\text{: ESZ}}\\\displaystyle 3\sin ^{2}{\frac {\theta }{2}}+(1-2\nu )^{2}&{\text{: EDZ}}\end{array}}\right.}
Hierbei ist:
{\displaystyle K_{\mathrm {I} }} der Spannungsintensitätsfaktor (hier für den Modus I)
{\displaystyle \nu } die Querkontraktionszahl.
Für die Abschätzung der Größe der plastischen Zone wird oftmals vereinfachend eine runde Form angenommen. 
Der Durchmesser der plastischen Zone kann in diesem Fall bestimmt werden durch:

{\displaystyle d_{\mathrm {PZ} }={\frac {1}{\pi }}{\biggl (}{\frac {K_{\mathrm {I} }}{R_{\mathrm {p0,2} }}}{\biggr )}^{2}\left\{{\begin{array}{cl}1&{\text{: ESZ}}\\\displaystyle {\frac {1}{3}}&{\text{: EDZ}}\end{array}}\right.}.
Dabei ist
{\displaystyle d_{\mathrm {PZ} }} der Durchmesser der plastischen Zone
{\displaystyle R_{\mathrm {p0,2} }} die Dehngrenze.
Die plastische Zone ist an der Bauteiloberfläche also größer als im Bauteilinneren.

## Anwendung
Mit dem Hundeknochen-Modell kann die Anwendbarkeit der linear-elastischen Bruchmechanik überprüft werden. Dazu wird zunächst, zum Beispiel mit den oben angegebenen Beziehungen, die Größe der plastischen Zone bestimmt. Anschließend wird dieser Wert mit der Risslänge verglichen.
- Ist die plastische Zone vernachlässigbar klein gegenüber der Risslänge, kann die linear-elastische Bruchmechanik angewendet werden.
- Ist die plastische Zone groß gegenüber der Risslänge, muss die oft deutlich aufwändigere Fließbruchmechanik verwendet werden.